# تازه آبادبدرهغرد (مقاطعة إسلام آباد غرب)
تازه‌آبادبدرهغرد (بالفارسية: تازه‌آبادبدره‌گرد) هي قرية تقع في كرمانشاه في إيران. يقدر عدد سكانها بـ 190 نسمة بحسب إحصاء 2016.